# Babak Khalatbari
Babak Khalatbari (* 1975 in Witten) ist ein deutscher Politikwissenschaftler. Er hat an den Universitäten Münster, Köln und Kuwait studiert. Sein wissenschaftlicher Fokus umfasst den Mittleren und Nahen Osten mit speziellem Schwerpunkt auf die Region des Persisch-Arabischen Golfes sowie Pakistan und Afghanistan.

## Leben
Khalatbari ist 1975 in Witten an der Ruhr in Nordrhein-Westfalen geboren. Nach dem Abitur absolvierte er seinen Wehrdienst beim Panzerbataillon 203 in Hemer und in Shilo, Kanada. Nach seinem Magisterstudium sammelte er Berufserfahrungen in Deutschland, Saudi-Arabien und Nordafrika. Während seiner Promotionszeit absolvierte er den Basic Training Course for the Deployment of Civilian Personnel in International Peace Operations (ZIF), Auswärtiges Amt und schloss diesen Kurs im Jahr 2003 ab. 2004 verlieh ihm die Universität Münster für seine Promotion über die euro-mediterranen Beziehungen den Khalatbari promovierte bei Reinhard Meyers und Wichard Woyke.
2005 leitete Khalatbari das Büro der Konrad-Adenauer-Stiftung in Kabul, Afghanistan. Von 2008 bis 2013 leitet er auch das Büro der Konrad-Adenauer-Stiftung in Pakistan. Im August 2006 erhielt Khalatbari durch ISAF Deputy Commander, Generalmajor Hans-Werner Ahrens, eine medal for excellence für seine in Afghanistan geleisteten Dienste in dem Bereich der zivil-militärischen Beziehungen. Khalatbari war 2006 Mitglied der damaligen ad-hoc Arbeitsgruppe Afghanistan der CDU/CSU-Bundestagsfraktion. Im November 2010 fungierte er als deren Sachverständiger bei der öffentliche Anhörung des Auswärtigen Ausschusses zum Thema: „Kriterien zur Bewertung des Afghanistan-Einsatzes“. Am 28. Oktober 2010 schilderte er während eines Symposiums des Bundesnachrichtendienstes im Panel „Wiederaufbau im zehnten Jahr - Lektionen“ die Missstände im politischen Sektor in Afghanistan. Eine Wahlreform kombiniert mit einer neuen Wählerregistrierung sind seiner Meinung nach dringend angeraten. Eine ehrliche Bestandsaufnahme ließe sich mit einer afghanischen Weisheit zusammenfassen: »Ein Gebäude stürzt früher oder später ein, wenn der erste Stein falsch gesetzt ist.« Es muss demnach in diesem Sektor nachgebessert werden, um einen möglichen Systemkollaps zu verhindern. Khalatbari publiziert regelmäßig zu Afghanistan, Pakistan und Iran sowie über die Talibanbewegung und Terrorismus. Seit 2013 arbeitet Khalatbari im Bundesministerium für wirtschaftliche Zusammenarbeit und Entwicklung (BMZ). 2016 war er Teil der "Operation Sophia", einem Einsatz, bei dem gegen Schlepper vorgegangen wird und Flüchtlinge aus Seenot gerettet werden.